# NGC 5891
NGC 5891 је спирална галаксија у сазвежђу Вага која се налази на NGC листи објеката дубоког неба.
Деклинација објекта је - 11° 29' 38" а ректасцензија 15h 16m 13,2s. Привидна величина (магнитуда) објекта NGC 5891 износи 14,2 а фотографска магнитуда 15,0. NGC 5891 је још познат и под ознакама MCG -2-39-15, IRAS 15134-1118, PGC 54491.